# Fatal Attraction
Fatal Attraction è il primo album di Adam Bomb, uscito nel 1984 per l'Etichetta JVC Records.

## Il disco
L'Album viene ristampato nel 1985 per la Geffen Records, con la tracklist in ordine diverso e l'aggiunta di due tracce: "S.S.T." e "All The Young Dudes" (cover dei Mott the Hoople) mentre viene tolto il brano "Israel".
Fatal Attraction ri-realizzato il 31 luglio 2001 per la Metal Mayhem Records e la GetAnimal inc. Il disco non era mai stato pubblicato in formato CD fino a questa data, e questa edizione speciale contiene le due tracce bonus "Edge Of A Dream" e "All's Fair In Rock n Roll", i due video "Shape Of The World"
e "I Want My Heavy Metal"su cd rom, ed un libretto di 12 pagine contenente foto mai pubblicate.

## Tracklist della versione del 1984
1. Take Me In (Brenner)
2. You'll Never Know (Brenner)
3. Shape Of The World (Brenner)
4. Fatal Attraction (Brenner)
5. Israel (Brenner)
6. I Want My Heavy Metal (Brenner)
7. Russian Roulette (Brenner)
8. It's A Bust (Brenner)
9. Prime Evil (Brenner)

## Tracklist della versione del 1985
1. S.S.T. (Brenner)
2. All The Young Dudes (Bowie) (Mott the Hoople Cover)
3. I Want My Heavy Metal (Brenner)
4. You'll Never Know (Brenner)
5. Fatal Attraction (Brenner)
6. Shape Of The World (Brenner)
7. Take Me In (Brenner)
8. Russian Roulette (Brenner)
9. It's A Bust (Brenner)
10. Prime Evil (Brenner)

### Tracce aggiunte nel Remaster
- 11.Edge of a Dream (Brenner)
- 12.All's Fair in Rock 'N Roll (Brenner)

## Formazione
- Adam Brenner - voce, chitarra
- Jimmy Crespo - chitarra
- Phil Feit - basso
- Sandy Slavin - batteria

### Membri Esterni
- Cliff Williams - basso e cori nella traccia "I Want My Heavy Metal"
- Chuck Ruff - batteria
- Jerry Martini - sassofono
- Abbey Brazley - cori
- Gregg Gerson - batteria